# Gibbovalva quadrifasciata
Gibbovalva quadrifasciata là một loài bướm đêm thuộc họ Gracillariidae. Nó được tìm thấy ở Úc (New South Wales, Queensland), Trung Quốc (Vân Nam, Quảng Đông, Hồng Kông), Ấn Độ (Karnataka, West Bengal), Java, Nhật Bản (Honshū, the quần đảo Ryukyu, Shikoku), Myanma, Sri Lanka và Đài Loan.
Sải cánh dài 7-8.5 mm.
Ấu trùng ăn các loài Alseodaphne semecarpifolia, Cinnamomum (Cinnamomum camphora, Cinnamomum cassia và các loài Cinnamomum japonicum), Litsea (bao gồm Litsea dealbata, Litsea japonica và Litsea monopetala), Neolitsea polyantha, Persea americana, Persea thunbergii và Phoebe lanceolata. Chúng ăn lá nơi chúng làm tổ.